# Мртва стража (ТВ филм)
„Мртва стража” је југословенски и македонски ТВ филм из 1970. године. Режирао га је Бранко Гапо а сценарио је написао Дмитар Шолев.

## Улоге
| Глумац            | Улога |
| ----------------- | ----- |
| Шишман Ангеловски |       |
| Стојка Цекова     |       |
| Киро Ћортошев     |       |
| Ратко Гавриловић  |       |
| Димитар Гешоски   |       |
| Јон Исаја         |       |
| Петре Прличко     |       |
| Милица Стојанова  |       |
| Томо Видов        |       |